# Monografie
Monografia  (franceză monographie; greacă μονογραφία monographía) este un studiu științific amplu asupra unui subiect anumit, tratat detaliat și multilateral, din toate punctele de vedere.
Monografiile sunt, în general, lucrări de o mare complexitate, ele operând cu date și cifre ce cuprind toate sferele vieții spirituale și social-economice ale unei localități sau arii geografice mai largi și ale comunităților lor umane. Ca urmare, autorii lor trebuie să fie oameni cu multă împlinire intelectuală, capabili ca ani de zile să se supună unui regim aspru de studiu, analiză și sinteză a datelor documentare care penetrează trecutul, decenii, secole și chiar milenii, aceasta în raport cu vechimea subiectului.